# Barbara Berta
Barbara Berta (ur. 29 grudnia 1963 roku w Bellinzonie) – szwajcarska piosenkarka, reprezentantka Szwajcarii w 42. Konkursie Piosenki Eurowizji w 1997 roku.

## Kariera muzyczna
W 1997 roku Barbara Berta została wybrana wewnętrznie przez szwajcarskiego nadawcę publicznego na reprezentantkę Szwajcarii z utworem „Dentro di me” w 42. Konkursie Piosenki Eurowizji organizowanym w Dublinie. 3 maja wystąpiła w finale widowiska i zajęła z nim ostatecznie dwudzieste drugie miejsce z pięcioma punktami na koncie. W tym samym roku ukazała się jej debiutancka płyta studyjna zatytułowana Dentro di me.
Po wieloletniej przerwie od występów publicznych, w trakcie której urodziła córkę, w marcu 2008 roku Berta wydała swój drugi album studyjny zatytułowany Chi sei? zachowany w klimacie rockowym.

## Dyskografia

### Albumy studyjne
- Dentro di me (1997)
- Chi sei? (2008)